# Блек Хилс
Блек Хилс (на английски: Black Hills) или още Паха Сапа, или Ке Сапа (Черните хълмове) е изолиран ерозирал планински масив в САЩ, в западна част на Южна Дакота (68%) и североизточната част Уайоминг (32%). Явява се краен източен масив на Скалистите планини, в пределите на Великите равнини, на платото Мисури. Разположен е между река Шайен (десен приток на Мисури) и левият ѝ приток Бел Фурш. Дължината му от северозапад на югоизток е 230 km, ширината – до 190 km, а площта – 21 824 km². Най-високата му точка е връх Блек Елк (2207 m), издигащ се в югоизточната му част. Масивът се издига на 600 – 800 m над платото Мисури. Осовата му част е изградена от кристалинни, а долните части на склоновете – от седиментни скали, пронизани от интрузии. Черните хълмове се образуват в резултат на издигане на древна скали, след което ерозията отстранява по-високите и по меки части, за да се формира съвременния релеф. Отдалече заоблените върхове на хълмовете с добре залесените с борови гори склонове и дълбоките долини имат тъмен вид, от където името на масива.
Черните хълмове са ловна и свещена територия на западните сиукси. Също така части от региона са свещени и за други индиански народи като шайени, кайова и арапахо. Районът също е бил обитаван по-рано и от кроу. Правата върху региона са гарантирани на сиуксите и арапахите с втория договор от Форт Ларами през 1868 г. Но, след като американска военна експедиция водена от Джордж А. Къстър открива злато в Черните хълмове през 1874 г., хиляди ловци и миньори се изсипват тук на следващата година. Индианската съпротива срещу този приток води до войната за Черните хълмове (1876 г.), чиято кулминация е битката при Литъл Бигхорн. Въпреки тази индианска победа правителството на САЩ успява да принуди сиуксите да се откажат от правата си в договора за Черните хълмове през 1877 г. Същевременно мина „Хоумстейк“ става най-голямата златна мина в Съединените щати.
Въпросът за собствеността върху хълмовете все още е спорен. През 1980 г. Върховният съд определя, че САЩ са взели хълмовете неправомерно, без справедлива конпенсация. На сиуксите е присъдена конпенсация от 17 553 484 долара (изчислена стойност за 1877) с 5% лихва в сила от 28 февруари 1877 г. Така сумата нараства до 105 милиона долара. Лидерите на сиуксите отказват да приемат конпенсацията. Парите са все още в наличност в хазната и са станали 500 милиона долара.
Освен старият миньорски град Дедууд и Националният мемориал Маунт Ръшмор, туристическите атракции включват още Национален паметник Джиъл Коув, Национален парк Уинд Коув и Щатски парк Къстър, всички в Южна Дакота. Националният паметник Дяволската кула се намира в Уайоминг.